# Docalidia woodi
Docalidia woodi är en insektsart som beskrevs av Nielson 1979. Docalidia woodi ingår i släktet Docalidia och familjen dvärgstritar. Inga underarter finns listade i Catalogue of Life.